# Journey (álbum)
Journey es el álbum debut de la banda estadounidense de rock Journey lanzado el 1 de abril de 1975 por la discográfica Columbia Records. 
A diferencia de sus grabaciones posteriores, el álbum debut es un disco de rock progresivo, que se centra principalmente en los talentos instrumentales de la banda, y es el único álbum que incluye al guitarrista George Tickner entre su personal.
Journey ofrece pistas de rock progresivo como "Of a lifetime", "Kohoutek", "Topaz", y el favorito de los fanes, "Mystery Mountain". 
La banda grabó un álbum de demostración antes del lanzamiento de "Journey", con las mismas canciones, en orden diferente y con Prairie Prince como baterista. 
Había pistas adicionales, incluyendo piezas instrumentales que no llegaron al producto final. Una de ellas fue la canción que da título original al álbum demo, "Charge of the Light Brigade".

## Lista de canciones
| N.º | Título                               | Escritor(es)                            | Duración |  |
| 1.  | «Of a Lifetime»                      | Gregg Rolie, George Tickner, Neal Schon | 6:54     |  |
| 2.  | «In the Morning Day»                 | Rolie, Ross Valory                      | 4:27     |  |
| 3.  | «Kohoutek» (Instrumental)            | Schon, Rolie                            | 6:46     |  |
| 4.  | «To Play Some Music»                 | Rolie, Schon                            | 3:19     |  |
| 5.  | «Topaz» (Instrumental)               | Tickner                                 | 6:12     |  |
| 6.  | «In My Lonely Feeling/Conversations» | Rolie, Valory                           | 5:01     |  |
| 7.  | «Mystery Mountain»                   | Rolie, Valory, Diane Valory             | 4:23     |  |

## Créditos
- Gregg Rolie - Voz, teclados
- Neal Schon - guitarra líder
- George Tickner - Guitarra rítmica, bajo en "In the Morning Day"
- Ross Valory - bajo, piano en "In the Morning Day"
- Aynsley Dunbar - batería